# اسکار روهر
اسکار روهر (انگلیسی: Oskar Rohr؛ ۲۴ مارس ۱۹۱۲ – ۸ نوامبر ۱۹۸۸) بازیکن فوتبال اهل آلمان بود.
از باشگاه‌هایی که در آن بازی کرده‌است می‌توان به باشگاه فوتبال بایرن مونیخ، باشگاه فوتبال گراس‌هاپر زوریخ، باشگاه فوتبال استراسبورگ، و باشگاه فوتبال آگسبورگ اشاره کرد.
وی همچنین در تیم ملی فوتبال آلمان بازی کرده‌است.